# Aspila parana
Aspila parana är en fjärilsart som beskrevs av Robert W. Poole och Mitter 1993. Aspila parana ingår i släktet Aspila och familjen nattflyn. Inga underarter finns listade i Catalogue of Life.